# Marilândia (ort)
Marilândia är en ort i Brasilien.   Den ligger i kommunen Marilândia och delstaten Espírito Santo, i den sydöstra delen av landet, 900 km sydost om huvudstaden Brasília. Marilândia ligger 88 meter över havet och antalet invånare är 3 900.
Terrängen runt Marilândia är huvudsakligen lite kuperad. Marilândia ligger nere i en dal. Närmaste större samhälle är Colatina, 16,9 km sydväst om Marilândia.
Omgivningarna runt Marilândia är en mosaik av jordbruksmark och naturlig växtlighet. Runt Marilândia är det glesbefolkat, med 17 invånare per kvadratkilometer.